# 芳春院 (京都市)
芳春院（ほうしゅんいん）は、京都府京都市北区紫野にある臨済宗大徳寺派の寺院。同派大本山大徳寺の塔頭である。大徳寺の塔頭の中では最も北に位置する。通常は公開されていない。

## 歴史
慶長13年（1608年）に玉室宗珀（ぎょくしつそうはく）を開祖として加賀藩前田家の祖・前田利家の夫人・松子（まつ、芳春院）が建立。法号をとって芳春院と名付け、前田家の菩提寺とした。寛政8年（1796年）の火災により創建当時の建物が焼失するが、2年後に前田家11代の前田治脩によって再興された。明治期には廃仏毀釈の嵐の中で荒廃するが、明治8年（1875年）になってようやく復興される。前田家の他には近衛家、醍醐家、青山家などの霊牌も祀っている。

## 建造物
- 昭堂（呑湖閣）
本堂背後に建つ2層の楼閣建築。元和3年（1617年）に横井等怡（とうい）が小堀政一（遠州）に諮り創建した[2]。現在の建物は露盤宝珠銘から文化12年（1815年）の再建と判明する[3]。金閣・銀閣・飛雲閣と並び京の四閣と称されている。京都府指定有形文化財。
- 霊屋
松子、利長、利常の前田家霊屋がある。京都府指定有形文化財。
- 本堂（方丈）
- 茶室 落葉亭、松月軒、如是庵

## 庭園
- 方丈前庭（花岸庭）
山渓から流れ出る水がやがて大海に帰る自然の大らかさを表現したものといわれる。

## 文化財

### 重要文化財
- 絹本著色多賀高忠像（享徳元年九月日養叟賛）
- 大燈国師墨跡（二行書）

### 京都府指定有形文化財
- 霊屋（芳春院）
- 霊屋（瑞龍院）
- 昭堂（呑湖閣）
- 打月橋
- 表門
- 墓参門

### 京都市指定名勝
- 芳春院の庭 - 2020年（令和2年）3月31日指定。

### その他
- 前田利家夫人像（春屋宗園賛）

## アクセス
JR京都駅より京都市バス・大徳寺前（約30分）下車、徒歩約10分